# Nationalisme calédonien
Ne doit pas être confondu avec Nationalisme kanak.
Le nationalisme calédonien est un courant politique régulièrement évoqué depuis les années 1950, et revendiquant l'existence d'une nation ou d'un peuple spécifique à la Nouvelle-Calédonie. Présenté généralement comme pluriethnique et se voulant soit en opposition soit comme un prolongement du nationalisme kanak indépendantiste, il a été défendu par des formations ou des personnalités indépendantistes comme non-indépendantistes, de l'extrême gauche à l'extrême droite et, de manière plus significative, au centre de l'échiquier politique local.

## Un nationalisme né de l'autonomisme?

### Lien avec la définition d'une citoyenneté et d'un destin commun
L'universitaire en ethnologie Benoît Carteron estime que la construction d'une identité commune à l'ensemble des composantes ethno-culturelles de la Nouvelle-Calédonie (articulée autour de la notion de « destin commun ») est indissociable de celle de la citoyenneté prévue par l'accord de Nouméa, tout en faisant « l’objet d’une acceptation et d’une lecture divergentes en  Nouvelle-Calédonie selon les tendances politiques ». En effet, selon l'auteur, pour le projet nationaliste kanak, visant l'indépendance et la transformation de cette citoyenneté en nationalité, « la construction du pays et l’invitation des autres composantes ethnoculturelles ne peuvent se penser en dehors d’une réaffirmation de la primauté et de l’unité kanak, préalable à l’accueil des autres  populations ». En revanche, si une partie de la droite ou de l'extrême droite anti-indépendantiste ainsi que, en règle générale, les communautés minoritaires (Wallisiens et Futuniens, Vietnamiens et Indonésiens) ont tendance à être sceptique quant à la définition d'une identité spécifique (et même, dans un premier temps, vis-à-vis de l'idée d'une citoyenneté particulière) au nom d'une « égalité républicaine [...] se référant de manière exclusive à une nation française », Benoît Carteron met en avant que : « pour la plupart des Calédoniens d’origine européenne, il est pourtant impensable de ne pas afficher une identité calédonienne, donc une citoyenneté, qui vienne conforter l’unité du pays et l’accès à une large autonomie ». Pour certaines des personnes d'origine européenne interrogées par l'auteur (la communauté qui, selon lui, est la plus prompte à s'identifier comme « calédonienne »), ce sentiment d'appartenance va jusqu'à se considérer comme distinct de l'identité française, la « nationalité française » ne restant évoquée qu'avec une « visée utilitaire », « comme possibilité d’ouverture, de libre circulation, d’ascension sociale. » Ainsi, des discours politiques mettant en avant cette identité commune, ce « destin commun », spécifique voire distinct de l'identité nationale française et appelant à dépasser les clivages communautaires, se retrouve aussi bien dans « la fin d’un nationalisme exclusif [...] largement exprimée chez les Kanak, désormais plus prompts à reconnaître le vécu commun et la proximité avec les autres communautés » (tout en réaffirmant toujours la « primauté kanak afin d’éviter que les repères fondamentaux se dissolvent dans un mode de vie occidentalisé »), que dans la volonté d'une « droite modérée » non-indépendantiste de « susciter le maintien de la Calédonie dans la République française en affirmant une identité proprement calédonienne dans le fil de l’accord de Nouméa qui reconnait des légitimités historiques et la construction d’une communauté de destin ». 
Et c'est avant tout au sein de cette « droite modérée » ou de formations se réclamant « centristes » que l'idée d'une « nation calédonienne », liée non pas à une « nationalité » mais à cette « citoyenneté » commune et spécifique, et pleinement intégrée (ou parfois « associée ») à la France, s'est le plus exprimée dans l'histoire politique contemporaine de l'archipel. 

### Des débuts avec l'Union calédonienne des années 1950 et 1960?
Certains auteurs estiment que les débuts de ce « nationalisme calédonien » peuvent être incarnés par l'Union calédonienne (UC) des années 1950 et 1960, alors principale formation politique de Nouvelle-Calédonie, non-indépendantiste mais partisane d'une très forte autonomie, d'une meilleure intégration des populations mélanésiennes dans le tissu politique, social et économique de l'archipel et de l'entente entre communautés au travers de sa devise « Deux couleurs, un seul peuple », avant de devenir, sous la conduite de Jean-Marie Tjibaou notamment, le plus important mouvement indépendantiste et nationaliste kanak à partir des années 1970. Par exemple, les historiens spécialistes de la vie politique dans l'Océanie francophone de l'après-guerre Ismet Kurtovitch, par ailleurs militant indépendantiste et membre de l'UC, et Jean-Marc Regnault estiment que, durant ces deux décennies, « le député Kanak Roch Pidjot symbolisa alors le "nationalisme calédonien avant de devenir, dix ans plus tard, celui du nationalisme Kanak" ». 

## De petits partis se voulant à la charnière entre indépendantistes et non-indépendantistes

### Le projet d'indépendance-association durant les Événements des années 1980
Ensuite, dans les années 1980 et dans le contexte des affrontements violents qui opposent partisans et opposants à l'indépendance durant la période dite des « Événements », le « nationalisme calédonien » a pu être invoqué par des formations modérées issues des deux camps voulant incarner une force centrale entre les deux grands mouvements antagonistes que sont le Rassemblement pour la Calédonie dans la République (RPCR) de Jacques Lafleur et le Front de libération nationale kanak et socialiste (FLNKS) de Jean-Marie Tjibaou, sans obtenir de succès électoral. C'est le cas de la Fédération pour une nouvelle société calédonienne (FNSC) autonomiste du maire de Bourail Jean-Pierre Aïfa et de l'historien du bagne Louis-José Barbançon ou du Parti fédéral d'Opao (PFO) indépendantiste du dissident de l'UC Gabriel Païta, qui s'unissent pour les élections régionales de septembre 1985 au travers d'une « Organisation politique d'alliances d'Opao » (O.P.A.O) pour défendre la constitution d'une République fédérale baptisée « Opao » qui serait un État associé à la France ainsi qu'une « nation » conjuguant valeurs et principes océaniens et occidentaux. C'est un échec électoral, et ces deux partis se limitent bientôt à leurs seuls leaders entourés de quelques partisans, tandis que Jean-Pierre Aïfa finit par s'associer à plusieurs formations non-indépendantistes opposées au RPCR par la suite, l'Alliance, L'Avenir ensemble puis Calédonie ensemble. Louis-José Barbançon, pour sa part, se rapproche plutôt de l'autre camp et se présente aux élections municipales de 2014 à La Foa contre la maire sortante Calédonie ensemble à la tête d'une liste comprenant les indépendantistes kanaks du FLNKS-UC et du Parti travailliste (deux partis le soutenant officiellement) mais aussi des dissidents anti-indépendantistes du Rassemblement. Enfin, Gabriel Païta fait de nouvelles tentatives électorales, sans résultat, et reste isolé politiquement jusqu'à son décès en 2011.

### Des formations « accordistes » et neutres sur l'indépendance dans les années 1990
Après la signature des accords de Matignon-Oudinot de 1988, qui rétablissent la paix en Nouvelle-Calédonie, et celui de Nouméa en 1998, une nouvelle génération de mouvements politiques ont émergé dans les années 1990 pour dépasser les clivages traditionnels entre indépendantistes et anti-indépendantistes, se voulant neutres sur la question, pour se concentrer sur la définition d'un « peuple calédonien » doté d'une citoyenneté, de signes identitaires et d'un « destin commun ». Se présentant souvent comme « accordistes », car voulant respecter à la lettre les principes évoqués dans ces accords, ils sont surtout animés par des personnalités du monde associatif défendant une identité « caldoche », notamment au travers de la « Fondation des pionniers ». Il s'agit par exemple de plusieurs mouvements dirigés par le conseiller municipal de Nouméa Jean-Raymond Postic (Génération calédonienne où se retrouve également Louis-José Barbançon de 1995 à 2002, le Mouvement pour réussir l'Accord de Nouméa ou MPRAN de 2002 à 2003 puis Calédonie mon pays en décembre 2003 et enfin Génération destin commun en 2004), l'autre élue du chef-lieu Isabelle Ohlen (Génération calédonienne également en 1995, puis « Renouveau » en 1998, l'association « Racines » en 1999, le parti « Citoyens pour construire » de 1999 à 2001 et finalement « Tous d'ici » de 2001 à 2004),, ou le militant de plusieurs associations de défense du patrimoine de Boulouparis Pascal Vittori (un autre fondateur de Génération calédonienne en 1995). 
Plus tôt, et dans une autre communauté, celle des Wallisiens et Futuniens, l'Union océanienne (UO), créé en 1989 (année au cours de laquelle elle a connu un certain succès électoral aux élections provinciales, ce qui ne sera plus jamais le cas par la suite), défend également la constitution d'une identité néo-calédonienne dans laquelle les Polynésiens trouveraient leur place et refuse de prendre position sur la question de l'indépendance. Moins communautaire, le  Groupe de l'alliance multiraciale » (GAM), fondé le 28 mai 1994 par le grand-chef de Touho, et ancienne figure historique de l'UC, Kowi Bouillant ainsi que par le juriste et anthropologue, d'origine à la fois caldoche et kanak, Dany Dalmayrac, déclare préférer avant tout se concentrer sur l'émergence d'une « nation calédonienne » et d'une autonomie nationale comme statut intermédiaire avant tout accès à la pleine souveraineté. Enfin, peuvent s'y ajouter des dissidences de plus grands partis pro ou anti-indépendantistes, comme la Fédération des comités de coordination indépendantistes (FCCI) fondée en 1998 par plusieurs anciennes personnalités du FLNKS et qui forme une coalition avec le RPCR jusqu'en 2004. 
Mais, à l'exception de quelques réussites ponctuelles (celles de l'UO aux provinciales de 1989, de Génération calédonienne aux municipales de 1995 puis de 2001 à Nouméa ou encore de la FCCI aux provinciales de 1999, réussites qui ne se limitent alors qu'à quelques sièges), et quelles que soient les alliances formées, aucun ne va réussir à s'implanter durablement dans le paysage politique néo-calédonien. Plusieurs des figures qui ont animé ce courant vont avoir une carrière politique plus importante en ralliant de plus grands partis dans l'un ou l'autre camp du clivage traditionnel de la politique néo-calédonienne : du côté non-indépendantiste pour Isabelle Ohlen ou Pascal Vittori qui vont être des figures de L'Avenir ensemble d'Harold Martin jusqu'en 2014, le second finissant par créer son propre parti par la suite, Tous Calédoniens ; du côté indépendantiste pour Jean-Raymond Postic qui rejoint l'UC et le FLNKS en 2009. 

## Un nationalisme calédonien non-indépendantiste en avant de la scène politique néo-calédonienne
L'expression de « nation » pour désigner la communauté des habitants de Nouvelle-Calédonie a été utilisée par un grand parti non-indépendantiste pour la première fois en 1977, dans le Manifeste rédigé par Jacques Lafleur pour le congrès fondateur du Rassemblement pour la Calédonie (RPC, devenu l'année suivante le RPCR), parti qui a toutefois toujours réfuté toute interprétation de cette phrase comme étant la défense d'un nationalisme calédonien : « petite nation au sein de la nation française ».
Toutefois, le premier parti disposant d'un réel poids électoral à défendre explicitement cette idée est Calédonie ensemble, formation non-indépendantiste du centre-droit né d'une dissidence de L'Avenir ensemble en 2008 et emmenée par le président de la Province Sud puis du gouvernement et finalement député UDI Philippe Gomès. Celui-ci réutilise de manière importante cette phrase de « petite nation au sein de la nation française » à partir de la campagne des élections provinciales de 2009. Une « petite nation » qui, pour eux, existerait déjà puisque « depuis 1988, le peuple calédonien bénéficie du droit à l’autodétermination : il est souverain sur son destin ». En ce sens, ils défendent à partir de 2017 de définir un « patrimoine commun » qui regrouperait les principes fondamentaux de cette « petite nation » et qu'ils veulent définir avant la consultation de sortie de l'accord de Nouméa dans une « déclaration solennelle entre indépendantistes et non indépendantistes ». Celle-ci reprendrait les « valeurs républicaines » françaises (citant surtout la liberté, la défense de la propriété privée, l'égalité entre les individus, la solidarité, la sécurité, les droits de l'homme, de la femme et des enfants, ou encore la laïcité), les « valeurs océaniennes » (mettant en avant notamment les notions de consensus, de lien à la terre, d'importance de la parole donnée) et les « valeurs chrétiennes ». Se réclamant ainsi d'un « nationalisme calédonien » sans indépendantisme, ils estiment « qu’une nation n’est pas obligatoirement un État » et citent comme exemples le Québec, reconnu en 2006 comme une « nation au sein d'un Canada uni », ou l'Écosse, qui a le statut officiel de Nation constitutive du Royaume-Uni,